# Subjetivismo
O subjetivismo é a ideia de que não há outra realidade além da realidade do sujeito. É correspondente ao solipsismo, quando em se tratando de análises textuais, como em literatura. Em ciências sociais, é o modo de pensar que enfatiza ou leva em conta exclusivamente os aspectos subjetivos (como intenção, ação, consciência etc.) daquilo que é estudado ou daquele que estuda ou interpreta qualquer coisa. O subjetivismo é a doutrina filosófica que afirma que a verdade é a mentira individual. Cada sujeito teria a sua verdade. A ideia do sujeito é que projetaria o objeto. O subjetivismo atribui a fonte de se cada um tem a sua própria verdade, talvez seja impossível haver entendimento.

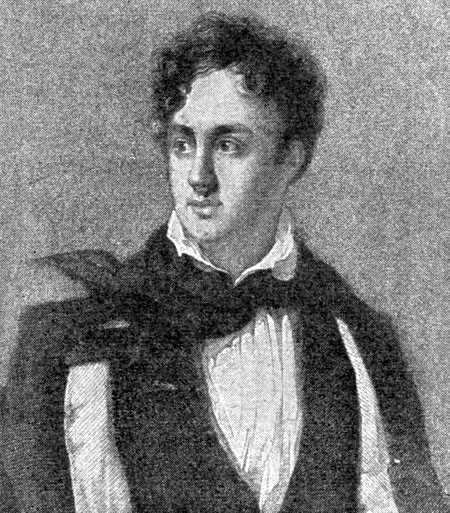
Retrato de Lord Byron (1788-1824), um dos grandes expoentes do romantismo. O romantismo se caracterizou pelo subjetivismo.